# Abramo II
Abramo (Marga, ... – Baghdad, 9 novembre 850) è stato un vescovo cristiano orientale siro, vescovo di Hdatta e patriarca della Chiesa d'Oriente tra l'837 e l'850.

## Biografia
Nativo di Marga, nell'Adiabene, e monaco nel monastero di Beth Abe, era vescovo di Hdatta quando morì il patriarca Sabrisho II nel secondo anno del califfato di Al-Mu'tasim (835 o 836).
La nomina del successore vide la divisione dell'episcopato e dei notabili nestoriani tra i sostenitori di Aba, metropolita di Beth Lapat, e il vescovo di Hdatta, che ebbe il sostegno di importanti personaggi che facevano parte dell’entourage del califfo. Aba ebbe la meglio e fu eletto patriarca, ma gli oppositori si rivolsero direttamente a Al-Mu'tasim, che annullò l'elezione e impose la scelta di Abramo.
Abramo governò la sua Chiesa per tredici anni, durante i quali furono molte le defezioni e le conversioni all'Islam a causa delle persecuzioni cui erano sottoposti i fedeli cristiani. Morì il 9 novembre 850.